# The Leaves

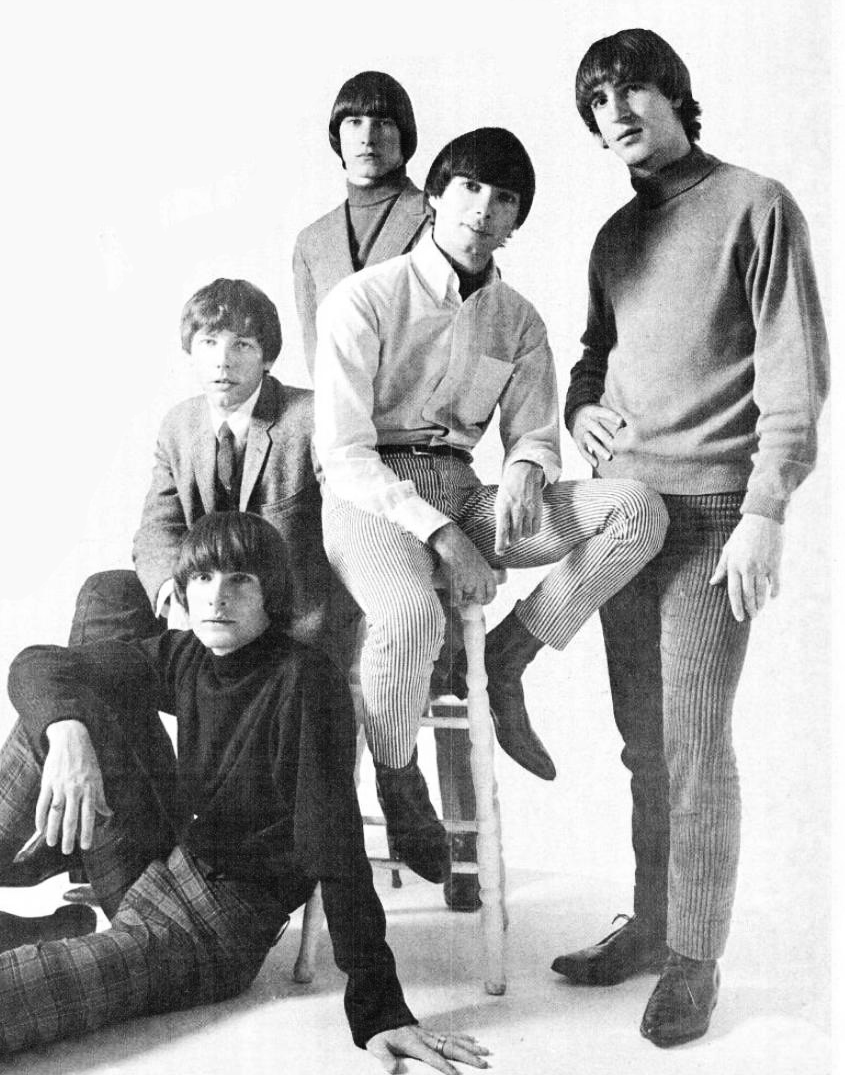
The Leaves 1966

The Leaves, amerikanskt rockband bildat 1964 i San Fernando Valley, Kalifornien. Mest kända är de för att ha spelat in den första rockversionen av Billy Roberts låt "Hey Joe".

## Historia
Medlemmar i gruppen var John Beck (sång), Bill Rineheart (gitarr), Robert Lee Reiner (gitarr), Jim Pons (basgitarr, kontrabas) och Tom Ray (trummor). Inspirerade av The Byrds bildades gruppen 1964 och spelade in en hård garagerock-version på "Hey Joe", släppt 1966. Låten nådde upp till topp-40 placering (#31) i USA och blev därmed tillsammans med Jimi Hendrix version av låten en av de framgångsrikaste och kändaste versionerna av den. I Kanada nådde låten #29. Uppföljaren "Too Many People" blev också en hit i Kalifornien. Gruppens andra album släpptes året därpå, men var en besvikelse både finansiellt och i musikväg. Gruppen upplöstes samma år. Jim Pons var medlem i The Turtles 1967–1969.

## Medlemmar
1960-talet
- Jim Pons – basgitarr, sång, kontrabas
- John Beck – sång, tamburin, munspel
- Bill Rinehart – sologitarr
- Tom Ray – trummor
- Robert Lee Reiner – gitarr

1970-talet
- Jim Pons – gitarr
- John Beck – sologitarr
- Buddy Skylar – sång
- Al Nichol – basgitarr
- Bob "Bullet" Bailey – trummor

## Diskografi
Album
- Hey Joe (1966)
- All the Good That's Happening (1967)

Singlar
- "Love Minus Zero" / "Too Many People" (1965)
- "Hey Joe, Where You Gonna Go" / "Be with You" (1965)
- "You Better Move on" / "A Different Story"  (1966)
- "Be with You" / "Funny Little Word" (1966)
- "Hey Joe" / "Girl from the East" (1966)
- "Hey Joe" / "Funny Little World" (1966)
- "Too Many People" / "Girl from the East" (1966)
- "Get out of My Life Woman" / "Girl from the East" (1966)
- "Be with You" / "You Better Move On" (1967?)
- "Lemmon Princess" / "Twilight Sanctuary" (1967)

Samlingsalbum
- 1966 (1984)
- The Leaves...Are Happening! The Best of The Leaves (2000)